# Adalbert Hettich von Heatingen
Adalbert Nicolaus Graf Hettich von Heatingen, später auch Adalbert Graf Hettich von Hettingen, (* um 1080 in Hettingen; † ebenda), war ein deutscher Adeliger und erster Herrscher der Herrschaft Heatingen, heute Hettingen. Er wurde im Jahre 1135 erstmals urkundlich erwähnt.

## Leben
Adalbert Graf Hettich, auch Hetick von Heatingen, wurde um 1080 in der heutigen Stadt Hettingen als Sohn eines Grafens und Hauptmannes und dessen Ehefrau, abstammend eines alten Adelsgeschlechtes geboren. Er wird im Jahre 1135 erstmals urkundlich als erster Herrscher der Herrschaft Heatingen, durch den Eintritt in das Kloster Zwiefalten erwähnt. Er baute sich die Herrschaft Heatingen, die heute die Stadt Hettingen ist auf. Er diente dem damaligen Kaiser als Amtsträger und Verwalter seiner Herrschaft und stützte diese als Standbein. Besonders schätzte ihn Heinrich IV. ein gutes Verhältnis pflegte er zu den Brüdern Kuno und Luitpold von Achalm.
Adalbert Graf Hettich von Heatingen heiratete Margarete von Lupfen, Tochter von Nicolaus von Lupfen, aus dieser Ehe gingen zwei Kinder hervor:
- Sigismund Graf Hettich von Hettingen (erster Graf mit Namensänderung)
- Mechthild Gräfin Hettich von Hettingen  ⚭ Berthold Graf von Neuffen

Er starb in Hettingen. Durch die Einheirat der Familie von Gammertingen, blieb die Herrschaft in der Familie.